# Gerson Santos da Silva
Gerson Santos da Silva (* 20. května 1997 Rio de Janeiro), známý jako Gerson, je brazilský profesionální fotbalista, který hraje na pozici středního záložníka za francouzský klub Olympique Marseille a za brazilský národní tým.

## Reprezentační kariéra
V dresu brazilské reprezentace do 20 let debutoval v srpnu 2014.